# Фредерік Кайзер
Фредерік Кайзер (нід. Frederik Kaiser; Амстердам, 10 червня 1808 р.— Лейден, 28 липня 1872 р.) — голландський астроном. Був директором Лейденської обсерваторії з 1838 року й до самої смерті.
Йому належать значні заслуги у справі сприяння розвиткові голландської астрономії завдяки його науковому внеску з позиційних вимірювань, популяризації астрономії у Нідерландах, та допомозі з побудовою максимально високотехнологічної, як на той час, обсерваторії у 1861 році (сьогодні вона відома під назвою «Стара Обсерваторія»).

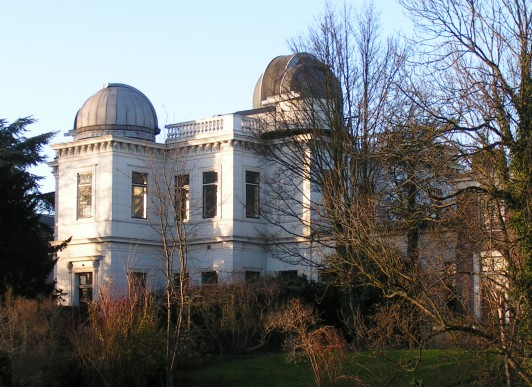
Стара Обсерваторія у Лейдені
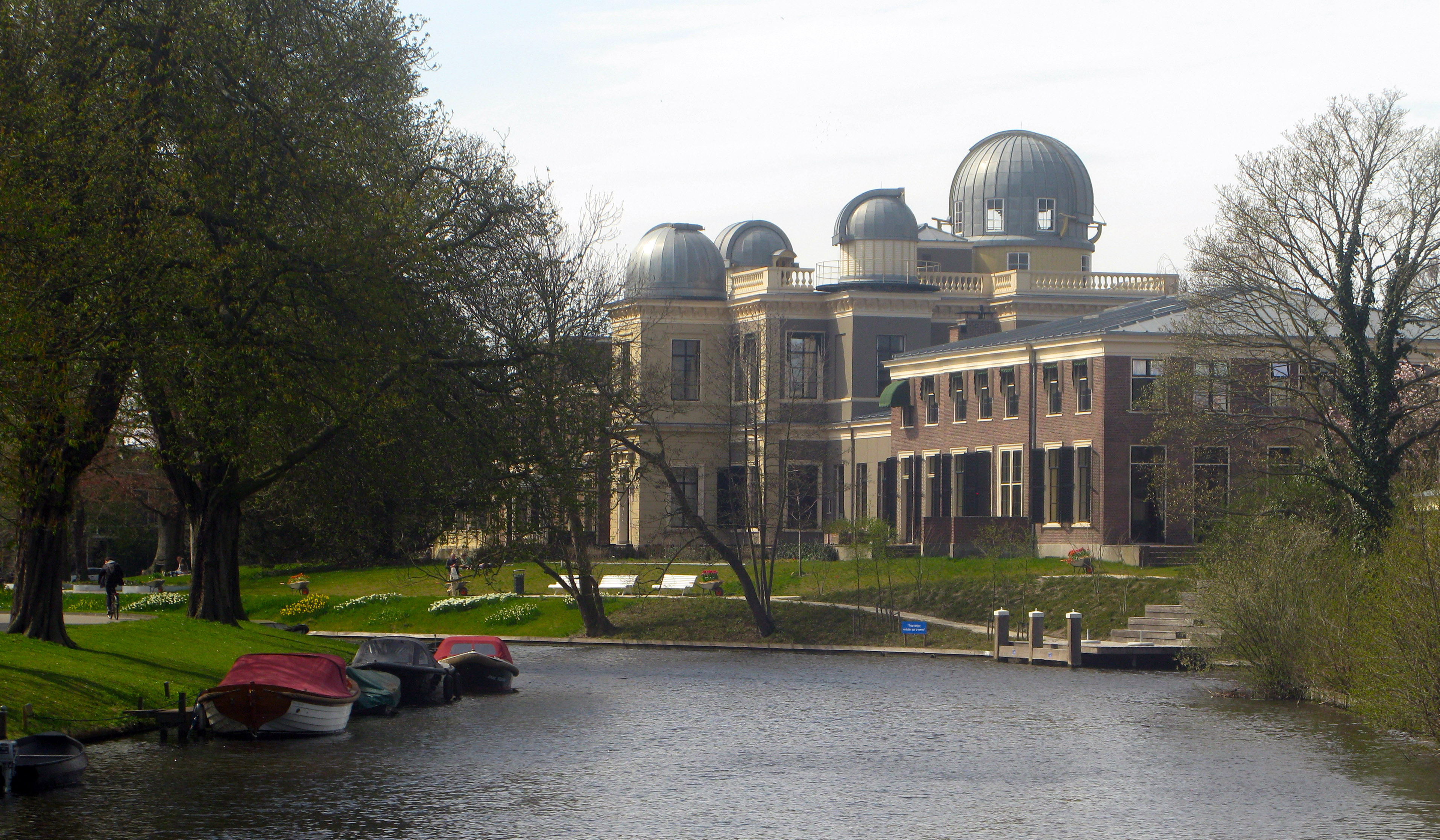
Стара Обсерваторія у 2013 році, після реставрації

Він виконав серію замальовок Марса під час його протистояння у 1862 році, а також дав достатньо чітке визначення періоду обертання планети.
Кратери на Марсі та Місяці були названі на його честь, так само, як і астероїд 1694 Кайзер.
У марсіанській номенклатурі Річарда Проктора, яка тепер вже не вживається, Syrtis Major Planum носила назву «Море Кайзера». Ця номенклатура була виведена з ужитку на користь нової, запропонованої астрономом Джованні Скіапареллі.
Батьками Фредеріка Кайзера були Йоганн Вільгельм Кайзер та Анна Сібелла Лірнур, однак майбутній науковець з восьми років ріс під опікою свого дядька — Йоганна Фредеріка Кайзера.